# Ка Сарторели (Виченца)
Ка Сарторели је насеље у Италији у округу Виченца, региону Венето.
Према процени из 2011. у насељу је живело 16 становника. Насеље се налази на надморској висини од 98 м.